# Bergfahrt
Als Bergfahrt bezeichnet man in der Binnenschifffahrt die Fahrt stromaufwärts (§ 1.01 Nummer 40 BinSchStrO). Die Schiffe, die in diese Richtung fahren, heißen Bergschiffe oder Bergfahrer. Die Gegenrichtung heißt entsprechend Talfahrt; das mit dem Strom fahrende Schiff wird Talschiff oder Talfahrer genannt. Da künstliche Wasserstraßen keine natürliche Fließrichtung haben, wird die Bergfahrt im jeweiligen Kapitel der Binnenschifffahrtsstraßen-Ordnung definiert. Dabei kann es vorkommen, dass die Bergfahrt als Fahrt aus beiden Richtungen zur Scheitelhaltung definiert ist und somit den tatsächlichen topografischen Verhältnissen entspricht, so zum Beispiel beim Main-Donau-Kanal. In anderen Fällen, so zum Beispiel beim Mittellandkanal, folgt die Bergfahrt nicht dem tatsächlichen Höhenverlauf. Dadurch kann es vorkommen, dass ein Bergfahrer tatsächlich hinab geschleust wird, so zum Beispiel an den Schleusen Sülfeld und Hohenwarte.
Die Unterscheidung zwischen Tal- und Bergfahrt ist notwendig, da das talfahrende Schiff schwieriger zu navigieren ist und daher beim Begegnen Vorrang hat (§ 6.04 Nummer 1 BinSchStrO). Das zu Berg fahrende Schiff ist auch dann noch manövrierfähig, wenn es über Grund keine Fahrt mehr macht, da es noch gegen die Strömung anfährt. Auch aus nautischen Gründen und für die sichere Kommunikation von Schiffen untereinander und im Kontakt mit Schleusen müssen Tal- und Bergfahrt eindeutig bestimmt sein. Die Seitenbezeichnungen rechte Seite und linke Seite im Fluss werden aus der Blickrichtung des Talfahrers bestimmt.

## Rheinschifffahrt
In der Rheinschifffahrtspolizeiverordnung ist unter anderem geregelt, dass das bergfahrende Schiff die Seite anzeigt, auf der die Begegnung stattfinden soll. Bei Begegnung Steuerbord an Steuerbord (vom Heck zum Bug betrachtet die rechte Seite der Schiffe) wird vom Bergfahrer eine blaue Tafel gezeigt. Diese Regelung gilt für Bergfahrten oberhalb des Rheins ab Rhein-km 769 (Duisburg–Ehingen). Im Streckenbereich zwischen der deutsch-niederländischen Grenze bis Duisburg fährt die Bergfahrt am linken Ufer, also grundsätzlich eine Begegnung Backbord (links) an Backbord. Ab Rhein-km 556, St. Goar, bis Rhein-km 540, Lorch, gilt ein Rechtsfahrgebot, das festlegt, dass die Mittellinie der Fahrrinne nicht überfahren werden darf. Von Lorch bis an die Neckarmündung, Rhein-km 428, gilt dann wieder die geregelte Begegnung. Bei dieser Regelung gibt es eine Ausnahme: Ein Bergfahrer, der in einen am rechten Ufer liegenden Hafen/Kanal einfahren will, zeigt dem zu Tal fahrenden Schiff die blaue Tafel für eine „regelwidrige Begegnung“. Für die Nachtsicht ist in der Tafel ein weißes Funkellicht (Blinklicht) installiert.

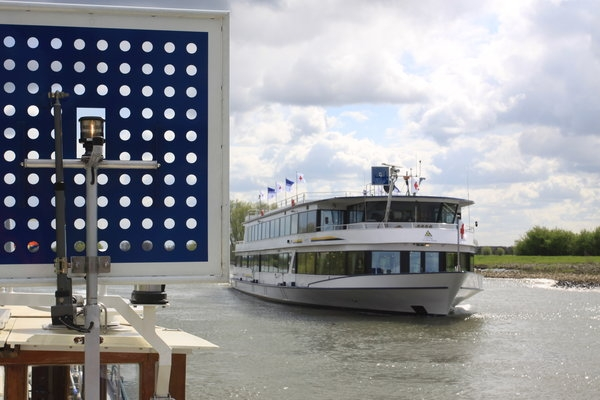
Blaue Tafel mit integriertem Funkellicht zum Zeichen der Begegnung Steuerbord an Steuerbord
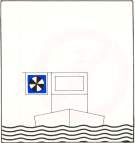
Blaue Tafel bei Tag
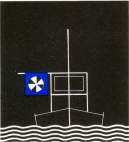
Blaue Tafel bei Nacht

## Andere Bedeutungen
Das Wort Bergfahrt wird auch in anderem Sinn verwendet:
- Bei Seilbahnen (und analog die Talfahrt). Die Bergfahrt kann schon verboten sein, wenn zum Betriebsschluss hin danach getrachtet wird, alle Fahrgäste vom Berg herunterzubringen.
- Im Straßenverkehr, wo man auch von Auffahrt spricht. Bei einer engen Begegnung hat hier jedoch der Bergfahrende Vorrang, da es schwieriger ist, bergauf wieder anzufahren, als bergab loszurollen.
- Für Bergsteigen in die Gipfelregion. Diese Wortverwendung ist heute allerdings selten geworden.